# Alex Newell

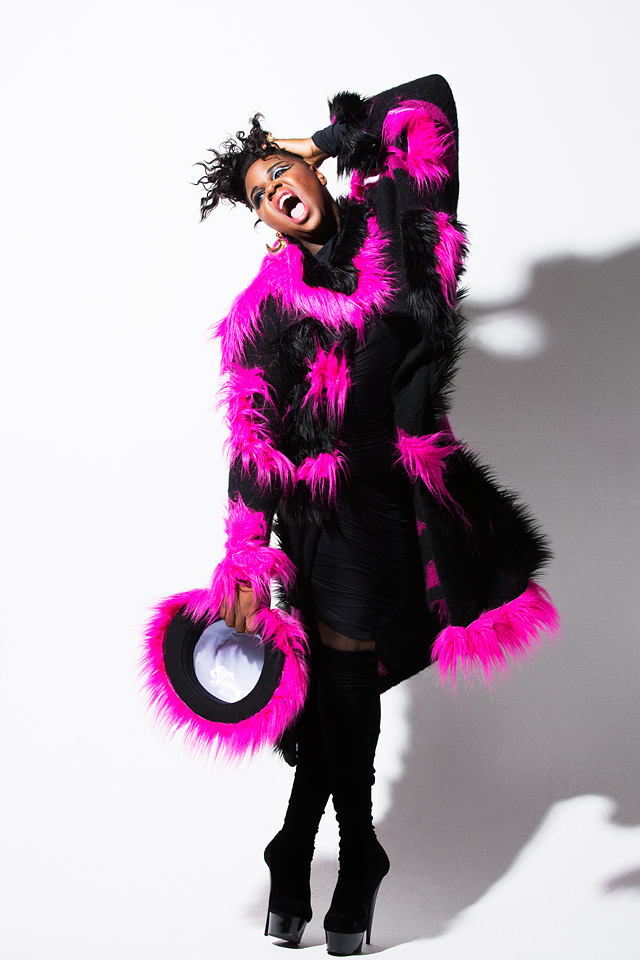
Alex Newell im Jahr 2015

Alex Eugene Newell (geboren 20. August 1992 in Lynn) ist ein US-amerikanischer Schauspieler und Sänger. Er wurde vor allem durch seine Rollen Wade / Unique Adams und Mo in den Serien Glee sowie Zoey’s Extraordinary Playlist bekannt. 2023 erhielt Newell für eine Nebenrolle im Broadway-Stück Shucked als erste nichtbinäre Person einen Tony Award.

## Leben
Alex Newell wurde 1992 in Lynn im US-Bundesstaat Massachusetts geboren. Im Alter von sechs Jahren verlor Newell seinen Vater, der als Dekan tätig war und einem Krebsleiden erlag, weswegen er ab diesem Zeitpunkt mit seiner Mutter alleine aufwuchs. Nach vier Jahren auf der örtlichen Charter School KIPP Lynn Academy wechselte Newell auf die römisch-katholische Privatschule Bishop Fenwick High School in Peabody, auf der er 2012 seinen Abschluss machte. Auf dieser trat er bereits als Mitglied im Chor, der Improvisationstheater-Gruppe sowie des Kostüm-Verleihs in Erscheinung, außerhalb der Schule sang er zudem im Kirchenchor seiner Heimatstadt.
Newell bezeichnete sich in der Vergangenheit sowohl als homosexuellen Mann als auch als gender-nonconforming. Letzteres bezieht sich auf Personen, die sich nicht mit typischen Geschlechterrollen (beispielsweise bezogen auf Kleidung, Verhalten oder Interessen) identifizieren. Bei den Tony Awards 2023 bezeichnete sich Newell in einer Rede selbst als nicht-binär. Laut Presseberichten identifiziert sich Newell als gender fluid, eine nichtbinäre Geschlechtsidentität, und verwendet im Bezug auf sich selbst sowohl männliche und weibliche Geschlechtspronomen als auch das geschlechtsneutrale they/them.
Newell setzt sich für die Belange von anderen LGBT-Personen ein, beispielsweise durch Auftritte auf Benefizkonzerten, deren Einnahmen an Organisationen wie das Trevor Project gehen. Diese setzt sich für queere Jugendliche ein. Newell trat zudem in der Vergangenheit als Sänger bei LGBT-Veranstaltungen wie den GLAAD Media Awards auf. Als künstlerische Vorbilder nennt Newell Donna Summer, Sylvester James, Diana Ross, Aretha Franklin, Chaka Khan und Beyoncé.

## Karriere

### Schauspieler
Newell gehörte zu den ungefähr 34.000 Personen, die 2011 ein Bewerbungsvideo für die erste Staffel von The Glee Project einreichten. The Glee Project war eine Reality-Fernsehsendung, bei der die Teilnehmer im Singen gegeneinander antraten. Der Gewinner erhielt die Chance, für einen maximal sieben Folgen langen Handlungsstrang in der Musicalserie Glee mitzuspielen. Newells selbstgefilmte Darbietung von And I Am Telling You I’m Not Going aus dem Musical Dreamgirls wurde auf Myspace über eine Million Mal abgerufen und er als einer von zwölf Teilnehmern für die erste Staffel ausgewählt. Obwohl Newell sich schließlich mit einer anderen Kandidatin den zweiten Platz teilte, beschlossen die Produzenten von Glee, ihn aufgrund seines künstlerischen Talents und seiner Beliebtheit unter den Zuschauern in einigen Folgen mitspielen zu lassen. Er verkörperte in drei Episoden die schüchterne trans Jugendliche Wade Adams, die mithilfe ihres selbstbewussten Alter Egos Unique ihre weibliche Identität zum Ausdruck bringt. Da Wade zu dem Zeitpunkt einer der ersten trans Charaktere in einer zur Hauptsendezeit ausgestrahlten Serie und zudem die erste fiktive trans Jugendliche im US-amerikanischen Fernsehen war, wurden die Figur und Newells Darstellung vor allem von LGBT-Zuschauern positiv aufgenommen.
Bill O’Reilly, ein konservativer Fernsehmoderator, äußerte Kritik an der Figur, da Kinder, die die Serie ohne elterliche Aufsicht ansehen, dazu ermutigt würden, mit „alternativen Lebensstilen“ zu experimentieren, die Glee „glorifiziere“. Newell antwortete auf die Kritik, dass seine Bekanntheit dank O’Reilly in der Öffentlichkeit und unter konservativ eingestellten Zuschauern gesteigert worden wäre. Wenn Charaktere wie Wade beziehungsweise Unique Kinder dazu inspirierten, sie selbst zu sein, sei dies lediglich eine neu entdeckte Möglichkeit für die Betroffenen, sich frei auszudrücken.
Newell erhielt im Herbst 2012 einen Studienplatz am Berklee College of Music, allerdings auch das Angebot, an der vierten Staffel von Glee mitzuwirken. Er entschied sich schließlich, nicht auf das College zu gehen, sondern an der Serie mitzuwirken und für die Dreharbeiten nach Los Angeles zu ziehen. In der vierten Staffel war Newell ein wiederkehrender Nebendarsteller, in der fünften stieg er aufgrund der Popularität seiner Figur zum Hauptdarsteller auf. In der sechsten und letzten Staffel war Newell schließlich wiederkehrender Gastdarsteller und sang in einer Episode zusammen mit einem Chor von trans Sängern das Lied I Know Where I’ve Been aus Hairspray.
2013 spielte Newell Ike, eine der Hauptrollen in dem Film Geography Club, in dem es um mehrere LGBT-Jugendliche geht, die sich ihrer Sexualität beziehungsweise geschlechtlichen Identität unsicher sind. Deswegen gründen sie ein Wahlfach, dem sie einen langweilig klingenden Namen geben, damit sie unter sich sind und gemeinsam offen über ihre Probleme, Ängste sowie Sorgen reden können. 2016 wurde Newell in einer Hauptrolle der Comedy-Serie Imaginary Friend besetzt. Er sollte den titelgebenden Fantasiefreund einer intelligenten, aber unmotivierten Frau (Megan Neuringer) spielen, die mehr aus ihrem monotonen Alltag machen möchte. NBC nahm die Serie letztlich nicht ins Programm auf, strahlte aber die Pilotfolge dennoch als Fernsehfilm aus.
2017 gab Newell am Broadway sein Debüt im Stück Once on This Island als Erdgöttin Asaka. Zusammen mit drei anderen Gottheiten herrscht sie über eine Insel in den Antillen und hilft dem Waisenkind Ti Moune, eine Flut zu überleben sowie ihre Bestimmung als Erwachsene zu finden. Während seines Solos Mama Will Provide erhielt Newell bei der ersten Vorstellung vom Publikum stehenden Applaus. Er verkörperte die Figur ein Jahr lang in mehr als 300 Vorstellungen. 2019 war Newell als Erzähler im Musical Joseph and the Amazing Technicolor Dreamcoat in der David Geffen Hall in seiner zweiten Theaterrolle zu sehen.
Von 2020 bis 2021 spielte Newell in der NBC-Produktion Zoey’s Extraordinary Playlist den nicht-binären DJ Mo und Nachbarn der Hauptfigur Zoey Clarke (Jane Levy). Bei einem Malheur während einer MRT-Untersuchung wurde unzählige Lieder in ihr Gehirn heruntergeladen, wodurch sie die Gedanken ihrer Mitmenschen nun in Form von beliebten Liedern wahrnehmen kann. Mo hilft ihr dabei, die Tragweite ihrer neuen Fähigkeiten zu begreifen und mit ihnen umzugehen.
2022 wurde Newell in einer Hauptrolle im Musical Last Supper besetzt, das auf der satirischen, schwarzen Komödie Last Supper – Die Henkersmahlzeit von 1995 basiert. Es handelt von fünf liberalen Studenten, die eine Dinnerparty für ihre konservativen Nachbarn veranstalten. Das Stück war von Juli bis August im South Orange Performing Arts Center in New Jersey im Programm. Im selben Jahr spielte Newell in Shucked mit, das in der Pioneer Theatre Company in Utah uraufgeführt wurde. Das Stück handelt von einem Paar, dessen bevorstehende Hochzeit durch Schäden an der Maisernte ihres Heimatorts gefährdet wird. Newell verkörperte darin Lulu, eine Schnapsbrennerin und Cousine der Hauptfigur Maizy. 2023 kehrte er in der Rolle an den Broadway zurück. Im selben Jahr wurde er dafür als bester Nebendarsteller in einem Musical mit einem Tony Award ausgezeichnet. Newell erhielt somit als erste offen nichtbinäre Person den Preis.

### Sänger
Im Oktober 2013 wurde Newell von der zu Warner Music Group gehörenden Plattenfirma Big Beat Records unter Vertrag genommen. Seine Debüt-Single, ein vom schwedischen Produzenten Adam Anders finanziertes Cover von Sigmas Nobody to Love, wurde am 3. Juni 2014 veröffentlicht. 2013 trat Newell zudem auf dem Coachella Valley Music and Arts Festival in Indio auf.
Im März 2015 war Newell auf der Neuveröffentlichung der Single Stronger von Clean Bandit zu hören. Im selben Monat produzierte er mit dem russischen DJ Matvey Emerson eine Disco-House-Version von Show Me Love der Sängerin Robin S. Im Sommer desselben Jahres wirkte er an den Liedern All Cried Out von Blonde sowie Collect My Love des US-amerikanischen Electro-Duos The Knocks mit. Letzteres erreichte in den offiziellen britischen Single-Charts den vierten Platz und konnte sich in den europäischen Digital-Verkaufscharts auf dem sechsten Platz positionieren. Schließlich veröffentlichte er im Dezember ein Cover des Lieds O Come All Ye Faithful für ein Weihnachts-Album des YouTubers Tyler Oakley.
Januar 2016 wurde Newells erstes Original-Lied mit dem Titel This Ain’t Over veröffentlicht, das unter anderem von Redakteuren der Spin und New York positive Kritiken erhielt. Es wurde auch als erste Single seines ersten Extended Play mit dem Titel Power angekündigt, die am 19. Februar veröffentlicht wurde und unter der Mitwirkung von Produzenten wie MNEK oder Digital Farm Animals entstand. Power erreichte in den Dance/Electronic Albums von Billboard den vierten und in den Heatseekers Charts den elften Platz. Vier Tage später begleitete Newell Adam Lambert bis zur letzten Show in Los Angeles am 2. April auf dessen nationaler Tour. Am 8. April veröffentlichte Newell das bereits im Vorjahr aufgenommene Lied Kill the Lights, das von DJ Cassidy und Nile Rodgers produziert wurde, die daran auch instrumental mitwirkten, zudem war das Lied in der Fernsehserie Vinyl zu hören. Eine Woche darauf wurde eine Coverversion von Jess Glynne veröffentlicht. Newells Fassung erreichte in den Dance/Electronic Songs den 15., in den dazugehörigen Verkaufs-Charts den zwölften und in den Dance Club Songs von Billboard den ersten Platz.
Am 6. Juli 2016 war Newell neben mehreren anderen bekannten Sängern, unter anderem Britney Spears, Pink, Jason Derulo und RuPaul, beim Lied Hands zu hören, das den Opfern des Anschlags von Orlando am 12. Juni 2016 gewidmet war. Die Erlöse gingen an einen Fond für die Hinterbliebenen, ein LGBT-Zentrum in Florida sowie die Gay and Lesbian Alliance Against Defamation. Eine weitere Neuveröffentlichung von Newell in dem Jahr war Keep it Moving.
2019 war Newell beim Lied Rescue Me von David M. Solomon zu hören, das bei den Dance/Electronic Songs den 31. Platz und den Dance Club Songs den 4. Platz erreichte. 2020 folgten die Eigenkompositionen Boy, You Can Keep It, das sich in den Dance Club Songs auf Platz 41 positionierte, sowie Mama Told Me. Im Januar 2022 wurde mit dem Poptitel Attitude ein weiteres Lied von Newell veröffentlicht.
2023 erhielt er für Kill the Lights eine Goldene Schallplatte in den USA.

## Auszeichnungen und Nominierungen (Auswahl)
Critics’ Choice Television Award
- 2021: Nominierung in der Kategorie Bester Nebendarsteller in einer Comedyserie, für Zoey’s Extraordinary Playlist[52]

Drama Desk Award
- 2023: Auszeichnung in der Kategorie Beste Leistung in einer Musical-Nebenrolle, für Shucked[53]

Grammy Awards
- 2018: Nominierung in der Kategorie Best Musical Theater Album, für Once on This Island

Screen Actors Guild Award
- 2013: Nominierung in der Kategorie Bestes Ensemble einer Comedy-Serie, für Glee[55]

Tony Awards
- 2023: Auszeichnung in der Kategorie Bester Nebendarsteller in einem Musical, für Shucked[56]

## Filmografie
- 2011: The Glee Project (Fernsehserie, zwölf Folgen, Teilnehmer, 2. Platz)
- 2012–15: Glee (Fernsehserie, 39 Folgen)
- 2013: Geography Club
- 2013: Platypus the Musical (Kurzfilm)
- 2015: Der ganz normale Studentenwahnsinn (Resident Advisors, Fernsehserie, zwei Folgen)
- 2016: Imaginary Friend (Fernsehfilm)
- 2016: Super Novas
- 2019: Empire (Fernsehserie, Episode 5x13)
- 2020–2021: Zoey’s Extraordinary Playlist (Fernsehserie, 25 Folgen)
- 2020: Broadway Read Alongs (Fernsehserie, Episode 1x3)
- 2020: A Killer Party: A Murder Mystery Musical (Fernsehserie, sieben Folgen)
- 2020: Mélange (Fernsehserie, Episode 1x1)
- 2020: RuPaul’s Secret Celebrity Drag Race (Fernsehserie, Teilnehmer Folge 1x3, Gewinner)
- 2021: Our Kind of People (Fernsehserie, Episode 1x4)
- 2021: Zoey’s Extraordinary Christmas
- 2022: The Book of Queer (Fernsehserie, Sprechrolle Episode 1x4)
- 2022: Learning with Pibby: Apocalypse (Animationskurzfilm, Sprechrolle)
- 2025: Nur noch ein kleiner Gefallen (Another Simple Favor)